# D23 (hunebed)
Hunebed D23 is een van de vijf hunebedden gelegen bij de plaats Bronneger in de Nederlandse provincie Drenthe.
Het zeer kleine hunebed D23 vormt samen met het iets grotere D24 en het beduidend grotere D25 een wat apart en meer in het bos gelegen groepje hunebedden aan de Steenakkersweg, een zandweg naar Bronneger. Van D23 en D24 zijn maar weinig stenen bewaard gebleven.
De hunebedden D22 en D21 liggen iets meer naar het westen aan de rand van een akker. In de nabijheid van deze hunebedden liggen twee grafheuvels uit de bronstijd.

## Bouw
Het hunebed wordt toegeschreven aan de trechterbekercultuur.
Het hunebed is 6,0 meter lang en 2,7 meter breed. Oorspronkelijk had het acht draagstenen en vier dekstenen.
D23 en D24 zijn zo gehavend, dat ze nauwelijks te herkennen zijn als hunebed.

## Geschiedenis
Jacobus Craandijk (1834-1912) schrijft in 1879 over de vijf hunebedden ten zuidoosten van Bronneger.
Bij D21 zijn veel archeologische vondsten gedaan door prof. A.E. van Giffen. Hij beschreef D23 als "geheel verstoord". Er waren nog drie dekstenen en twee sluitstenen (op hun oorspronkelijke plek). Verder waren er nog slechts drie draagstenen. Sporen van een dekheuvel waren niet te ontdekken. D23 werd in 1925 onderzocht door Van Giffen.
De vijf hunebedden bij Bronneger worden beheerd door Het Drentse Landschap.

## Society of Antiquaries[4]
In Engeland ontstond in de jaren zeventig van de 19e eeuw bezorgdheid over de wijze waarop in Nederland hunebedden werden gerestaureerd. In die kringen was men vooral bezorgd dat met de restauraties het oorspronkelijk beeld van de situatie verloren zou gaan. De directeur van de Society of Antiquaries in Londen verzocht de oudheidkundigen William Collings Lukis en sir Henry Dryden om de staat waarin de hunebedden zich op dat moment bevonden nauwkeurig vast te leggen. Zij bezochten in juli 1878 Drenthe en brachten veertig hunebedden op de Hondsrug in kaart. Ze hebben opmetingen verricht en beschreven de aangetroffen situatie, die zij tevens vastlegden in een serie aquarellen. Hun rapportage aan de Society of Antiquaries verscheen echter niet in druk. Hun materiaal werd bewaard bij de Society of Antiquaries, het Guernsey Museum & Art Gallery en het Drents Museum. Het Ashmolean Museum in Oxford bezit kopieën van hun werk. In 2015 publiceerde de Drentse archeoloog dr. Wijnand van der Sanden alsnog hun werk. Hij voorzag hun materiaal van een uitgebreide inleiding. Ook schetste hij de ontwikkelingen met betrekking tot het archeologisch onderzoek van de hunebedden na hun onderzoek tot 2015. Hij gaf als oordeel dat het werk van Lukis en Dryden van hoge kwaliteit was. In het Drents Museum was in 2015 een tentoonstelling over het werk.
Hunebed D23 is weergegeven op Plan XIX en werd door Lukis en Dryden als hunebed III aangeduid: Het hunebed was ten tijde van het bezoek van Lukis en Dryden al zo vervallen, dat de oorspronkelijke afmetingen niet te bepalen waren. Het hunebed was in dezelfde conditie als tijdens het onderzoek door de archeoloog Janssen. Janssen stelde dat het hunebed oorspronkelijk vijf dekstenen had gehad. De dekheuvel was verlaagd, maar was in de tijd van Janssen nog 1 meter hoog en had een diameter van 14 meter. Het hunebed was eigendom van de staat. Lukis en Dryden vonden een pijlpunt en fragmenten van urnen bij het hunebed.

## Afbeeldingen

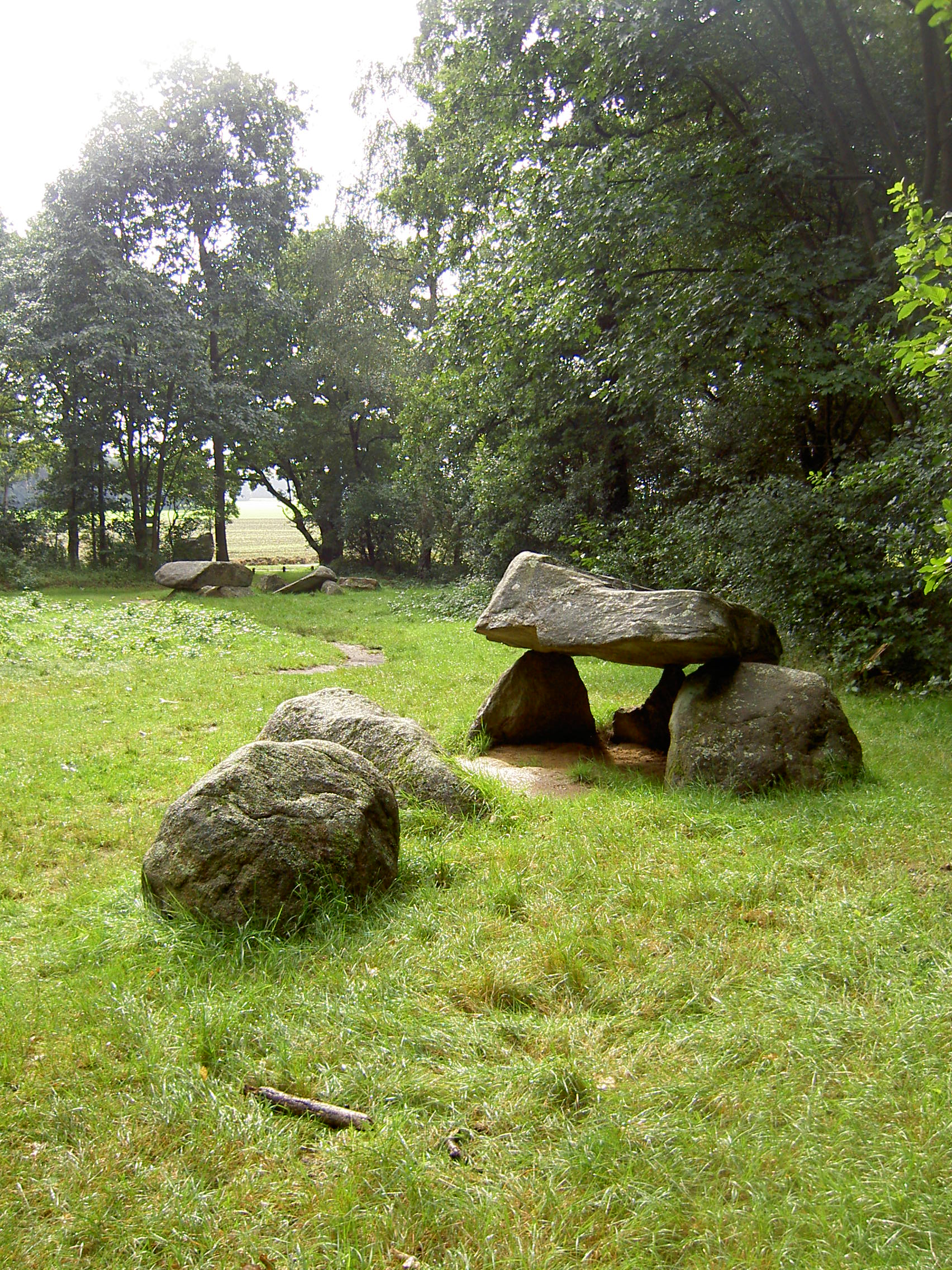
D23 en op de achtergrond D24
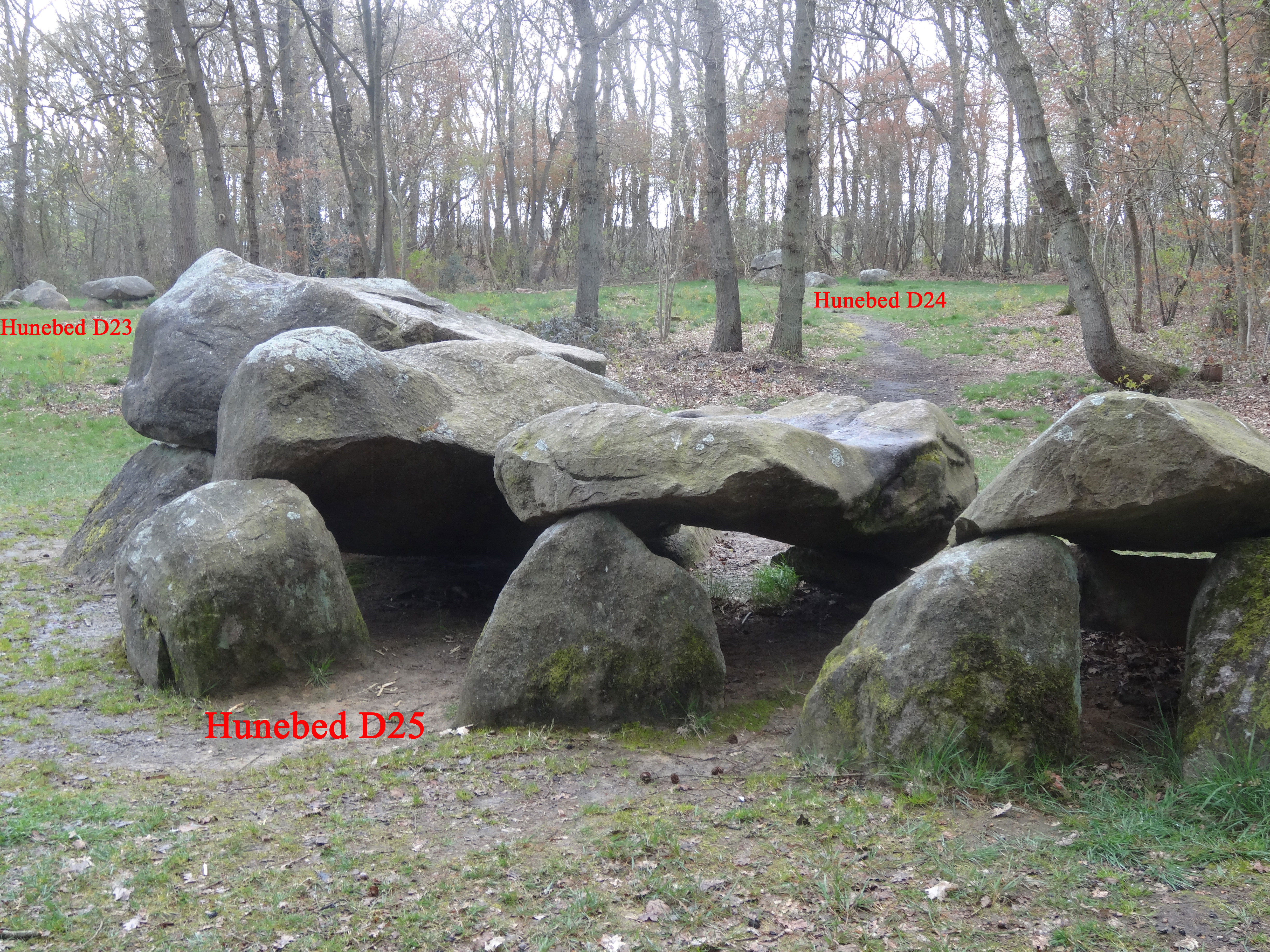
Op de achtergrond D23 en D24, op de voorgrond D25
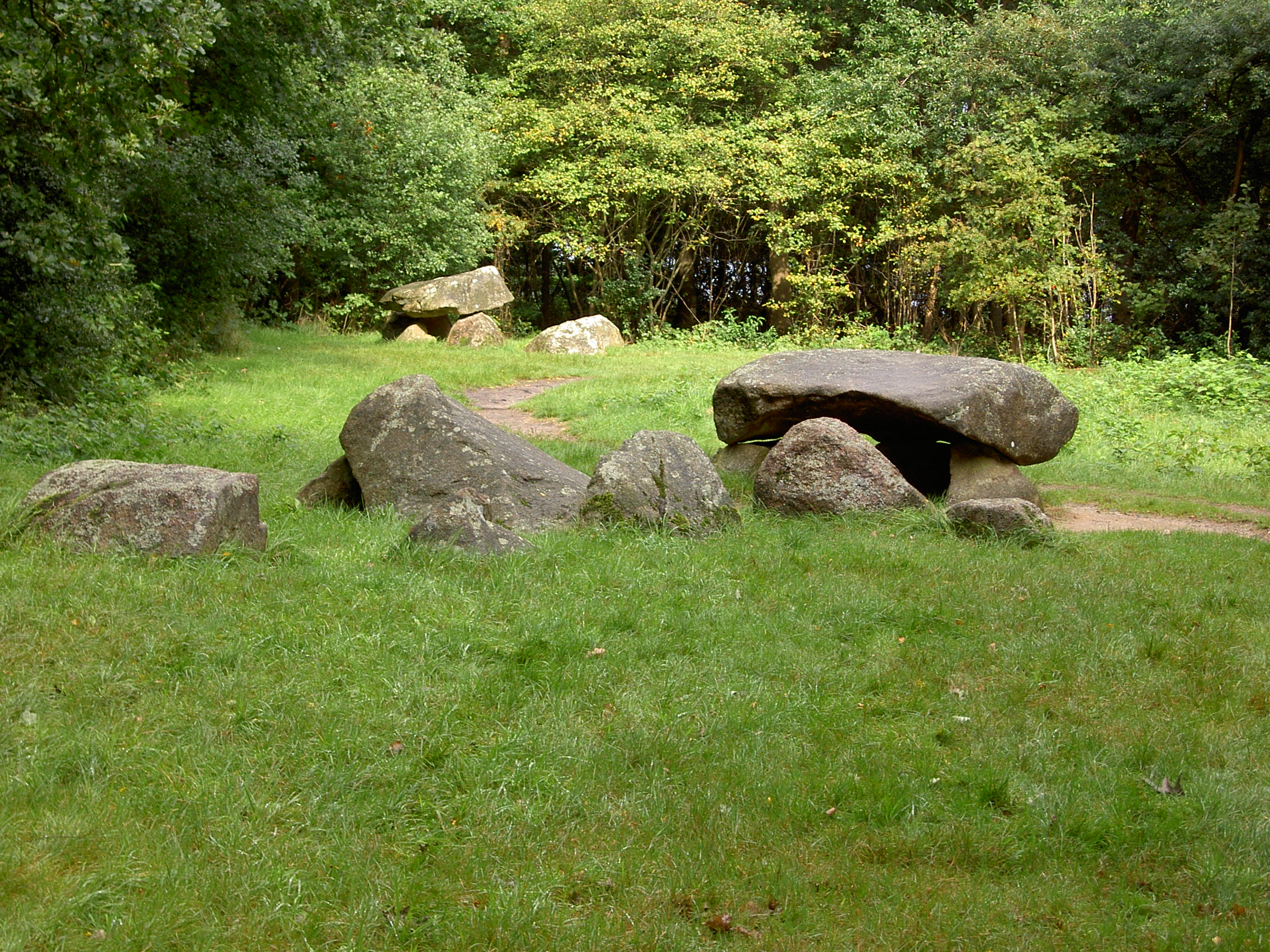
D23 en D24
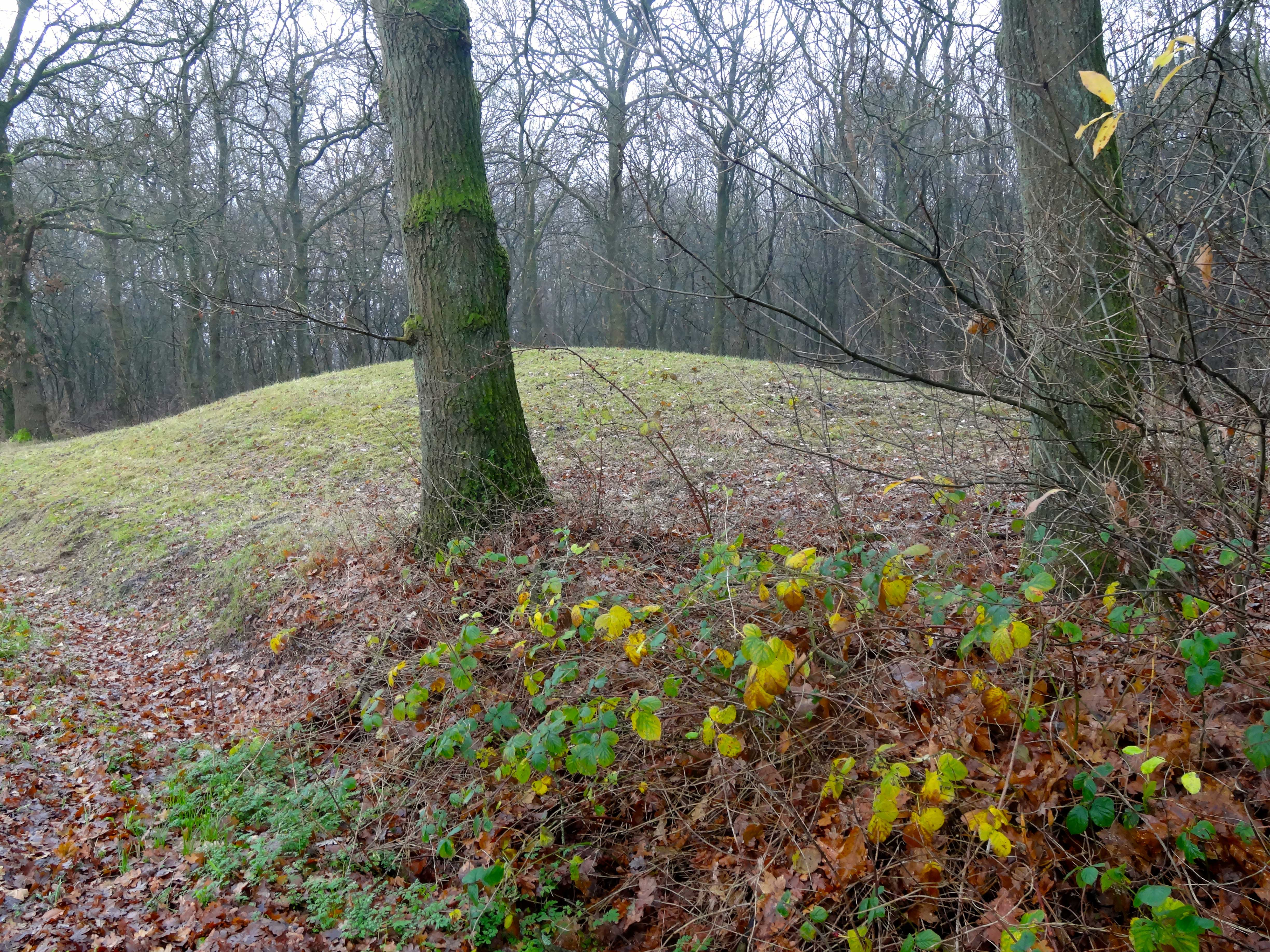
Grafheuvel in de omgeving van de hunebedden